# Polydore Holvoet
 (novembre 2016).
Si vous disposez d'ouvrages ou d'articles de référence ou si vous connaissez des sites web de qualité traitant du thème abordé ici, merci de compléter l'article en donnant les références utiles à sa vérifiabilité et en les liant à la section « Notes et références ».
Polydore Gentil Holvoet, né le 10 mars 1900 à Templeuve et décédé le 3 janvier 1972 à Koekelare fut un homme politique belge libéral.

## Biographie
Holvoet fut vétérinaire; ancien combattant.
Il fut bourgmestre de Koekelare (1954-mort), conseiller provincial de la province de Flandre-Occidentale et sénateur  (1950-1954)  de l'arrondissement de Furnes-Dixmude-Ostende, puis député (1965-mort).

### Généalogie
- Il épouse en 1927 Gabrielle Strubbe.
- Ils ont un fils : Walther, également bourgmestre de Koekelare.